# Hole in My Shoe
"Hole in My Shoe" är en låt skriven av Dave Mason och lanserad av gruppen Traffic som deras andra singel i augusti 1967. Låten kom att bli gruppens största singelframgång, trots att de andra medlemmarna i gruppen inte tyckte att den var representativ för deras ljudbild. Låten har en högst fantasirik text och innehåller musikinstrument typiska för psykedelisk musik så som flöjt, mellotron och sitar. Den innehåller också en talad monolog av producenten Chris Blackwells styvdotter.
Låten förekom ofta i komediserien Hemma värst där karaktären Neil (Nigel Planer) ofta sjöng strofer ur den. I juli 1984 lanserade Planer en egen version under artistnamnet "Neil" som blev framgångsrik i Storbritannien, och han sjöng den även i Top of the Pops. Inspelningen fick priset "Bästa komedisingel" på The BPI Awards 1985.

## Listplaceringar
| Lista (1967)   | Position         |
| -------------- | ---------------- |
| Australien     | 8 (Go Set)       |
| Danmark        | 11 (DR "Top 20") |
| Frankrike      | 9 (SNEP)         |
| Irland         | 7                |
| Kanada         | 4                |
| Nederländerna  | 9                |
| Nya Zeeland    | 2 (NZ Listner)   |
| Storbritannien | 2                |
| Sverige        | 5 (Kvällstoppen) |
| Sverige        | 3 (Tio i topp)   |
| Vallonien      | 13               |
| Västtyskland   | 21               |
| Österrike      | 14               |